# 小田急車両工業

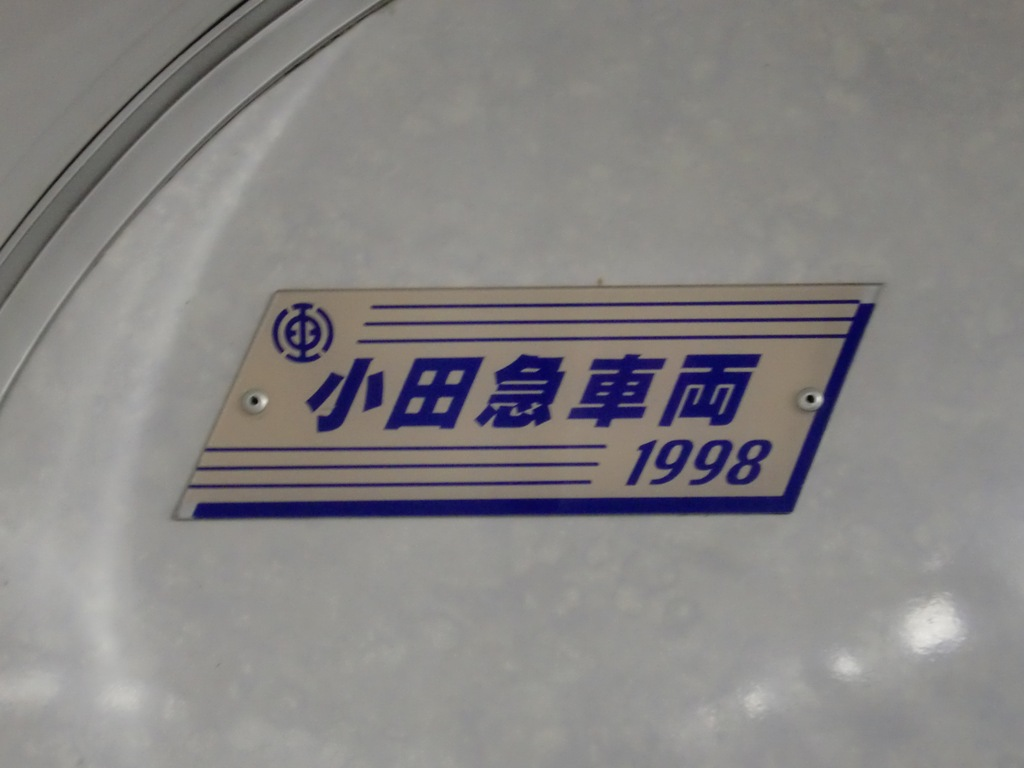
更新改造車の車内銘板の一例（小田急5000形）

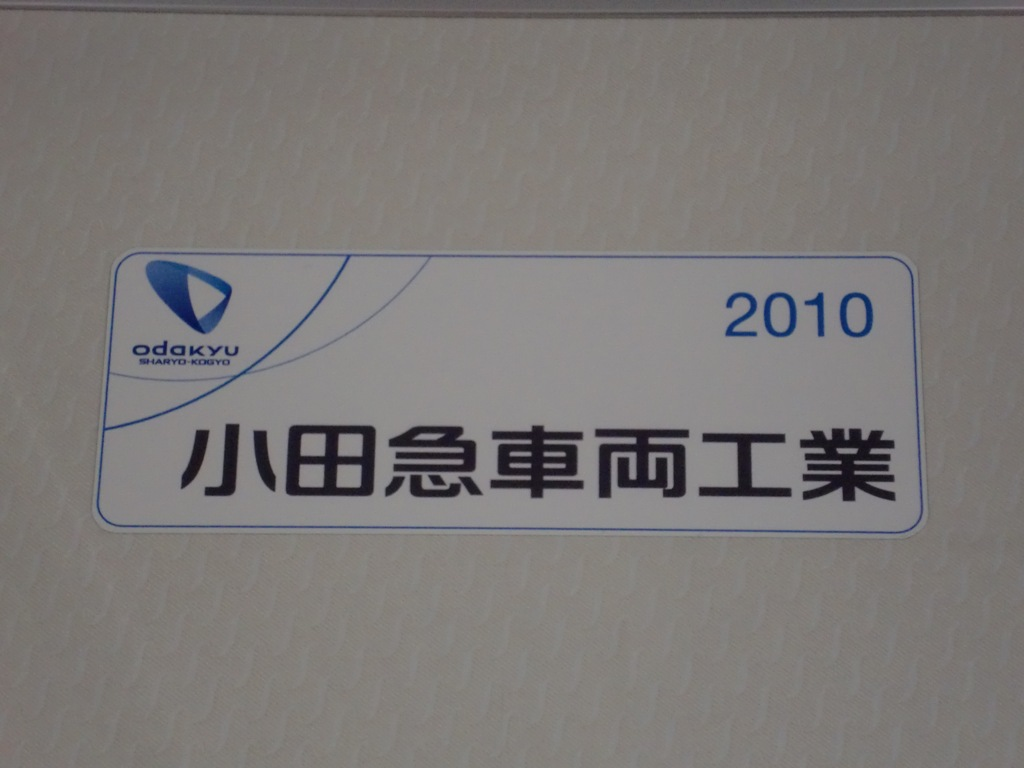
更新改造車の車内銘板の一例（小田急8000形）

小田急車両工業（おだきゅうしゃりょうこうぎょう）は、かつて神奈川県小田原市に所在した、小田急グループの車両の整備・販売を行う会社である。鉄道車両やバスなど自動車の整備、新車・中古車の販売を行っていた。小田急電鉄の全額出資子会社であった。
2013年3月31日をもって業務を終了した。同年4月1日以降の鉄道車両整備事業は小田急エンジニアリングが引き継いでいる。

## 事業所
- 小田原工場
  - 本社と同一（バス整備など）
- 若林整備場
  - 東京都世田谷区若林2-37-3 小田急ハイウェイバス世田谷営業所内（バス整備など）
- 大野事業所
  - 神奈川県相模原市南区東林間1-1-18 小田急電鉄大野総合車両所内（鉄道車両整備）

## 沿革
- 1942年（昭和17年）3月31日 - 当社前身にあたる小田原同和自動車有限会社が設立される。
- 1949年（昭和24年）2月1日 - 小田急電鉄の傘下となる。
- 1984年（昭和59年）3月16日 - 小田急電鉄大野工場内（現・大野総合車両所）に大野事業所を開設し、鉄道車両の整備事業を開始する。
- 1988年（昭和63年）7月1日 - 小田急車両工業株式会社に商号変更する。
- 2001年（平成13年）4月1日 - 小田急箱根高速バスの業務用自動車整備業務を受託する。
- 2002年（平成14年）4月1日 - 神奈中ハイヤー観光バス（現・神奈中観光）の自動車整備業務を受託する（2010年11月まで）。
- 2005年（平成17年）4月1日 - 小田急シティバスの自動車整備業務を受託する。
- 2013年（平成25年）3月31日 - すべての業務を終了。

## 事業内容
鉄道車両事業
車両の各装置における点検・整備、車両の修繕・改造、電車内の清掃業務・鉄道車両用部品の販売を行っていた。
主に、小田急電鉄、箱根登山鉄道、江ノ島電鉄の車両向けに事業を行っていた。
自動車事業
自動車の点検、特殊車両（介護用車両など）への改造、自動車の販売を行っていた。
主に、神奈中グループ、小田急バス、立川バス、川崎市バスなどの車両整備・車検を受託していた。